# Sichten sichten

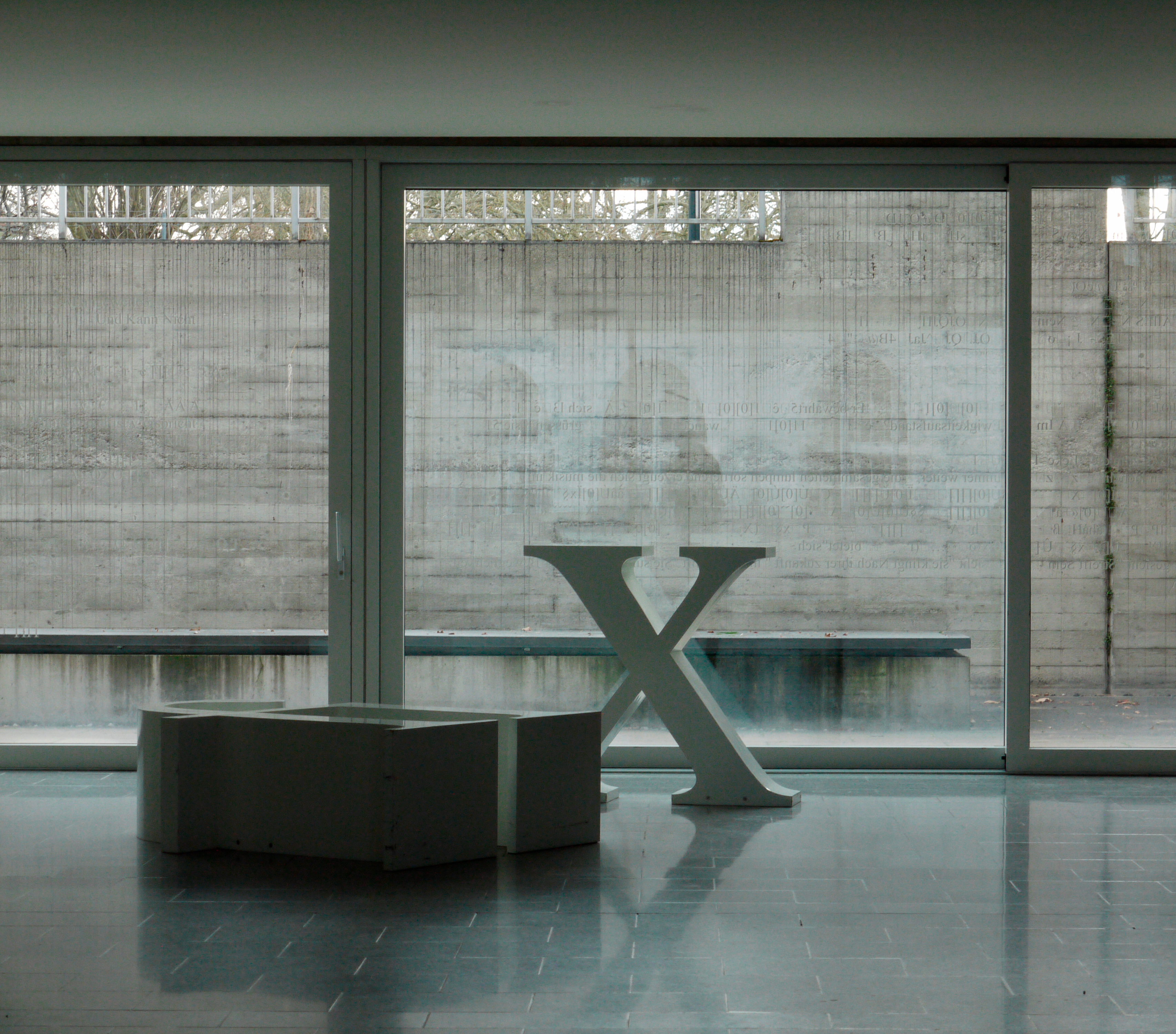
Sichten sichten in der Kantonsschule Schaffhausen

Sichten sichten ist eine Kunstinstallation der Schweizer Künstlerin Leo Bettina Roost. Sie steht im Bau G der Kantonsschule Schaffhausen und wurde 2005 installiert.

## Beschreibung
An der Fensterfront des Erdgeschosses auf der Südseite sind drei übergrosse, dreidimensionale Serifen-Schriftzeichen aus weissem Kunststoff platziert: Ein stehendes, rund einen Meter hohes x, ein liegendes l und eine liegende Ligatur ſi. Die Fensterfronten sind mit Buchstaben und Zeichen aus weisser Folie beklebt. Teilweise sind darin Satzfragmente erkennbar.
Die Installation soll die Ambivalenz von Scheitern und Gelingen, von Erkennbarem und Nichterschliessbarem versinnbildlichen.

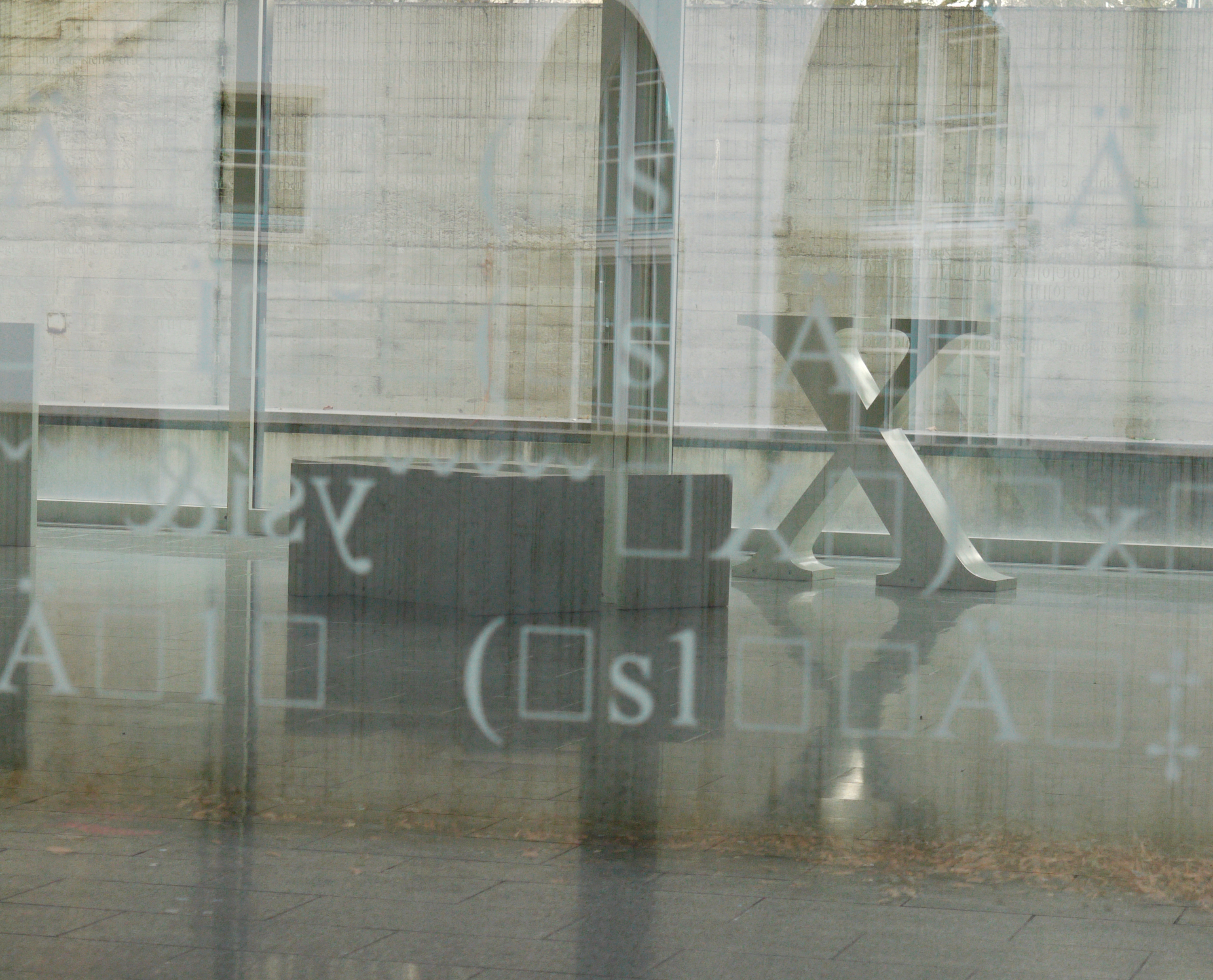
Sicht durch das Gebäude
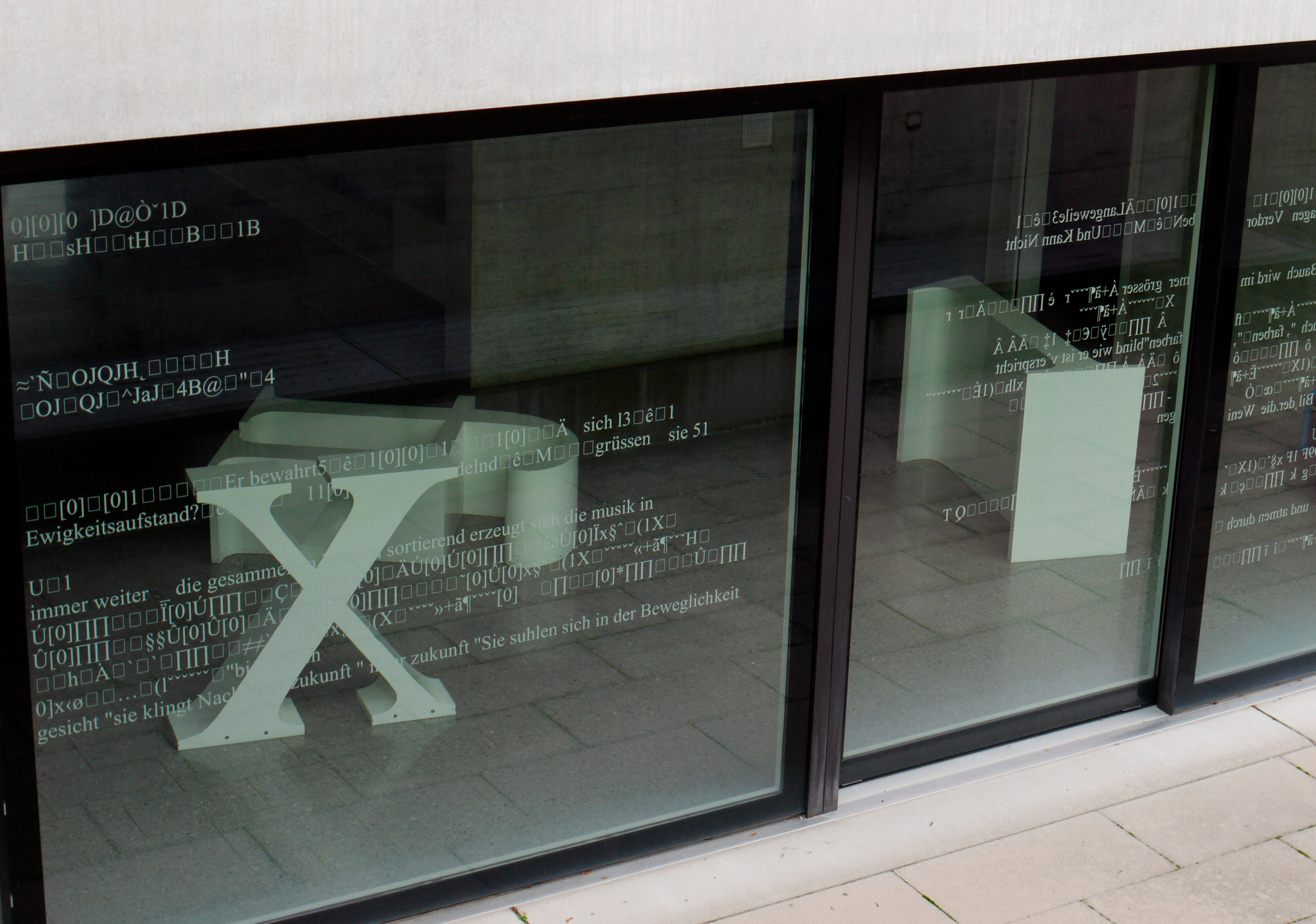
Von der Munotstrasse her gesehen
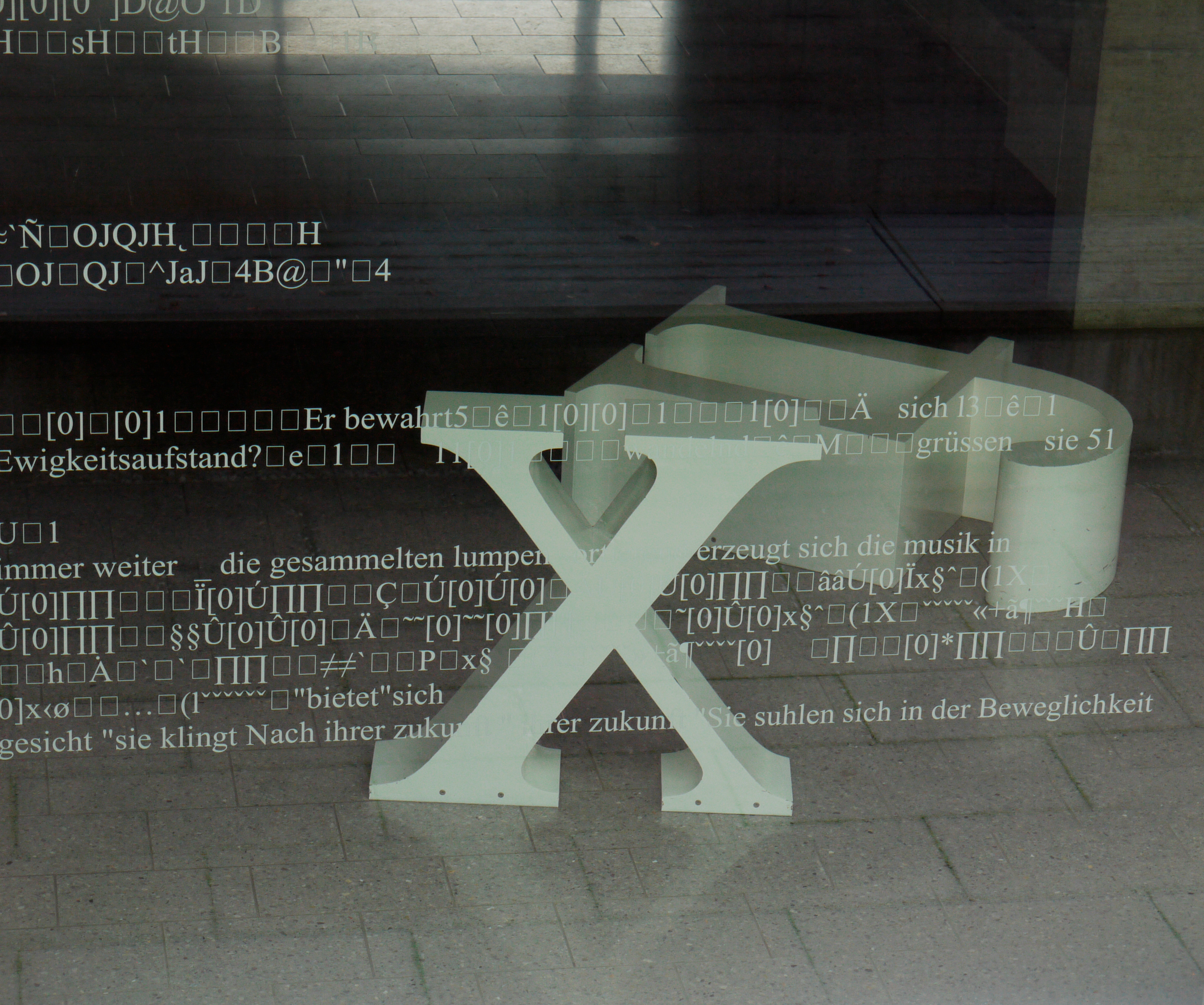
Detailansicht mit x und ſi